# Ermita de San Felipe y Santiago
Ermita de San Felipe y Santiago (denominada también Ermita de Santiago el Verde) fue una ermita de Madrid, ubicada en las orillas del río Manzanares (en un en lugar llamado El Sotillo). Popular como lugar de peregrinación en la romería de Santiago el Verde en el Madrid de los siglos XVI y XVII cada 1 de mayo. Coincidía con la celebración de las Mayas en los barrios de Lavapiés. Se encontraba cercana al puente de Segovia ubicada en las cercanías de una isleta sobre río. 